# Average Sorrow
『Average Sorrow』（アヴェレージ・ソロウ）は、日本のバンドDIR EN GREYのミュージック・ビデオ集である。2015年4月1日発売。発売元はFIREWALL.DIV。

## 概要
- 2009年の『AVERAGE BLASPHEMY』以来、約6年ぶりのPV集のリリースとなる。
- また、彼らのPV集としては初のBlu-rayでのリリースも決定。
- DVD版・BD版ともに通常盤・初回仕様限定盤の2タイプがあり、後者ではスーパージュエルケース仕様、そして『ARCHE』の完全生産限定盤との連動特典用チラシを封入。[1]
- 収録曲は全タイプ共通であり、2009年発売シングル「激しさと、この胸の中で絡み付いた灼熱の闇」から2014年発売シングル「SUSTAIN THE UNTRUTH」までのPVに加え、ミニアルバム『THE UNRAVELING』より表題曲「Unraveling」、アルバム『ARCHE』より「空谷の跫音」「Revelation of mankind」、更に本作の為に新たに撮り下ろされた「鱗」の3曲を含む、全9曲のPVを収録。[2]メイキングは、「輪郭」「SUSTAIN THE UNTRUTH」「空谷の跫音」以外の6曲を収録。
- 特定店舗予約購入特典として、ステッカーあるいはポストカードが付属していた。
- CMナレーションは声優の緒方恵美が担当している。

## 収録曲

### Music Clip
1. 激しさと、この胸の中で絡み付いた灼熱の闇
iTunes等で公開された一部カットのものではなく、2010年の武道館公演2日目の最後に流されたフルスケールバージョンを収録。
2. LOTUS
3. DIFFERENT SENSE
4. 輪郭
5. Unraveling (Restricted Ver.)
ネグレクトを題材とした内容。児童を袋に包む等の虐待シーン等に規制がかかっている。
6. SUSTAIN THE UNTRUTH
フルスケールバージョンを収録。
7. 空谷の跫音
8. Revelation of mankind (Restricted Ver.)
「朔-saku-」「鼓動」の続編という位置付けの内容になっており、スタンガンを用いた暴行シーン・非道徳的シーン等に規制がかかっている。
9. 鱗

### Making of Music Clip
1. 激しさと、この胸の中で絡み付いた灼熱の闇
2. LOTUS
3. DIFFERENT SENSE
4. Unraveling
5. Revelation of mankind
6. 鱗